# Fehérné Walter Anna
Fehérné Walter Anna (Kassa, 1915. augusztus 10. – Buenos Aires, 1992) rovásírás-kutató, lapszerkesztő, könyvkiadó.

## Élete
1945-ben kivándorolt Magyarországról. Európa több városában lakott, majd Buenos Airesben telepedett le. Itt a Magyar Történelmi Szemle és az Erdélyi Magyarság társszerkesztője, az Őskutatás című folyóirat főszerkesztője volt. 
1973-ban magyarul kiadta Torma Zsófia 1894-ben Jénában németül megjelent korszakos művét, az Ethnographische Analogien-t. 
1975-ben adta ki saját kétkötetes, átfogó írástörténeti könyvét Az ékírástól a rovásírásig címmel. 
Férje Fehér Mátyás Jenő történetíró, korábbi szerzetespap volt.

## Munkái
- Az ékírástól a rovásírásig, Magyar Őskutatás, Buenos Aires, 1975. 2 kötet